# Humberto Correia Mendes
Humberto Correia Mendes (Palmeira dos Índios, data de nascimento – Maceió, 13 de setembro de 1957) foi um político brasileiro. Exerceu o cargo de deputado estadual por Alagoas na década de 1950, eleito pelo Partido Trabalhista Nacional (PTN) em 1954. Tornou-se líder do governo na Assembleia Legislativa após aliar-se ao então governador Muniz Falcão, de quem se tornou genro. Teve papel de destaque no processo de impeachment do governador em 1957.

## Biografia
Humberto Correia Mendes foi uma figura emblemática na política alagoana durante a década de 1950. Natural de Palmeira dos Índios, era filho de Antero Mendes Guedes e Amélia Correia Paes. Antes de ingressar na vida pública, destacou-se como próspero comerciante e apoiador de Arnon de Mello, da União Democrática Nacional (UDN), nas eleições de 1950.

### Política
Sua ascensão política ocorreu em 1954, quando foi eleito deputado estadual por Alagoas pelo Partido Trabalhista Nacional (PTN). Inicialmente, posicionou-se como opositor ao governador Muniz Falcão. No entanto, essa dinâmica mudou em 1956, quando sua filha, Alba Mendes, casou-se com o governador, tornando Humberto líder do governo na Assembleia Legislativa de Alagoas.

### Impeachment e morte
Humberto Mendes esteve no centro de um dos episódios mais turbulentos da política alagoana: o impeachment de Muniz Falcão, em 1957. Durante o processo, relatos indicam que ele teria ameaçado atirar no primeiro deputado que votasse a favor do afastamento e, segundo rumores, encomendado 22 caixões para os parlamentares oposicionistas. Em meio ao conflito armado que se seguiu na Assembleia Legislativa, Mendes foi baleado.
Além de sua atuação política, Humberto Mendes deixou um legado educacional em sua cidade natal. A Escola Estadual Humberto Mendes, em Palmeira dos Índios, leva seu nome, simbolizando sua contribuição para a educação local.
Sua trajetória reflete a complexidade e intensidade da política alagoana no século XX, marcada por alianças estratégicas, confrontos acalorados e um compromisso com o desenvolvimento regional.